# 天都峰

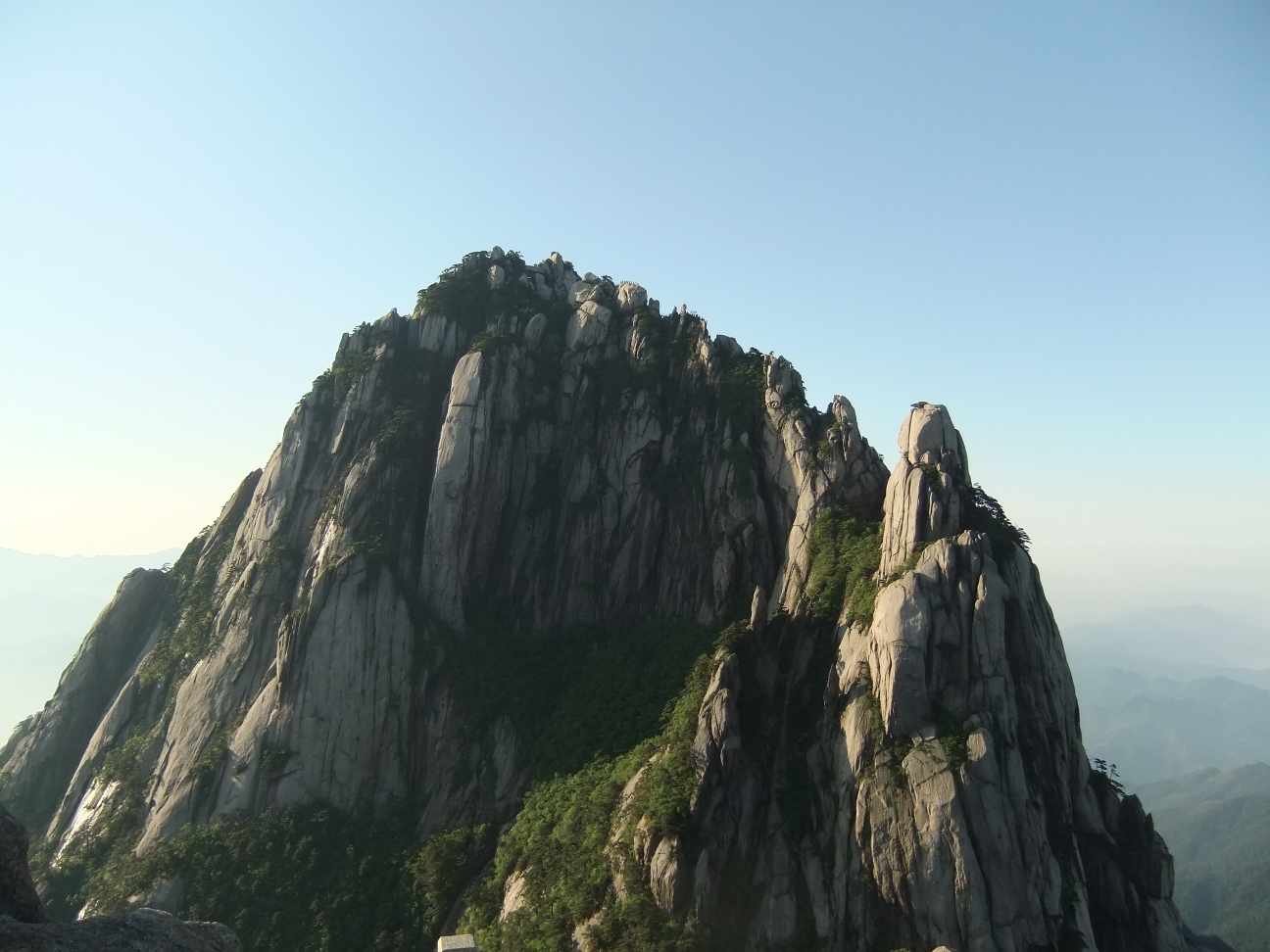
天都峰全景

天都峰是中国安徽省黄山三大主峰（莲花峰、光明顶、天都峰）之一，海拔1810米。
天都峰位于黄山东部，是由于第四纪冰川而形成，在黄山三大主峰中最为险峻，有“百丈云梯”和“松鼠跳天都”，以及“鲫鱼背”，攀登过程最为艰难。1937年兴建了3里长的登山石梯，有1564级台阶，同时配合供扶手的194个石栏干和长600米的铁链，此后始能保证游人安全登山。
天都峰峰顶平坦，可供游人鸟瞰黄山全景。
由于天都峰十分险陡，冬季结冰后游客攀登极为危险，因此每年从12月31日到3月31日都会对游客关闭。